# Euro Brun
 Euro Brun  va ser un equip de competició italo-suís amb seu a Senago, Itàlia que va arribar a disputar curses a la Fórmula 1.
L'equip va debutar a la F1 el 3 d'abril del 1988 al GP de Brasil amb els pilots Stefano Modena i Oscar Larrauri havent de retirar-se abans de finalitzar la cursa.
L'escuderia va prendre part a tres temporades consecutives (1988 - 1990), disputant un total de quaranta-sis curses amb setanta-sis monoplaces, ja que la segona temporada només la disputaren amb un sol cotxe.
L'equip va aconseguir una onzena posició com millor classificació en una cursa i no va assolir cap punt pel campionat del món de constructors.
Es van retirar abans de finalitzar la temporada pels pobres resultats obtinguts (només van aconseguir disputar 20 curses de les 76 possibles).

## Resum
| Curses: | Victòries: | Pòdiums: | Poles: | Voltes ràpides: | Punts: |
| ------- | ---------- | -------- | ------ | --------------- | ------ |
| 46 (76) | 0          | 0        | 0      | 0               | 0      |